# Liste des AOC agroalimentaires françaises

Logo français des AOC.

Cette liste regroupe les appellations d'origine contrôlée (AOC) françaises de produits alimentaires d'origine animale (viandes, produits laitiers, fruits de mer, miel) ou végétale (vins et liqueurs, fruits et légumes et produits dérivés).  Ces appellations sont reconnues par l'INAO (institut national de l'origine et de la qualité) et soumises à un contrôle régulier des pratiques et de la conformité du produit. Elles bénéficient généralement au niveau européen du label AOP (appellation d'origine protégée) qui se substitue alors au label AOC (sauf pour les vins)

## Produits d'origine animale

### Volailles
- Volaille de Bresse (1957)

### Viande bovine
- Taureau de Camargue (1996)
- Maine-anjou (2004)
- Fin gras du Mézenc (2006)
- Bœuf de Charolles (2010)

### Viande ovine
- Barèges-gavarnie (2003)

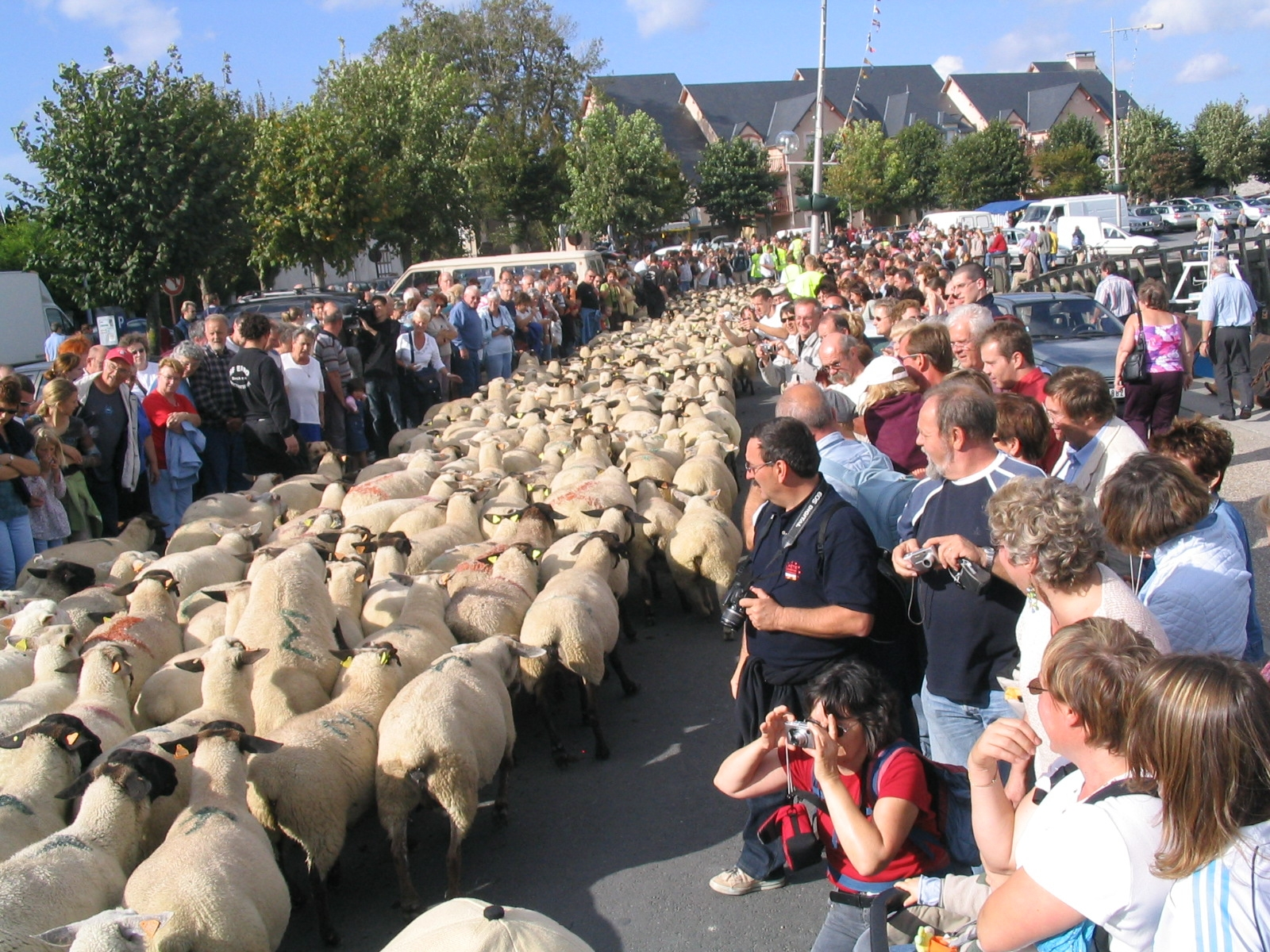
Transhumance des moutons de prés salés de la Baie de Somme au Crotoy

- Agneau des Prés salés de la baie de Somme (2007)
- Agneau des Prés salés de la baie du Mont Saint Michel (2009)

### Viande porcine
- Coppa de Corse (2012)
- Jambon sec de Corse (2012)
- Lonzu de Corse (2012)
- Jambon noir de Bigorre[2] (2015)
- Porc noir de Bigorre[3] (2015)
- Jambon de Kintoa (2017)

### Fruits de mer
- Moule de bouchot de la baie du Mont Saint-Michel (2006)[4]

### Miel
- Miel de Corse (Mele di Corsica)
- Miel de sapin des Vosges

## Produits d'origine végétale

### Fruits
- Noix de Grenoble (1938)
- Chasselas de Moissac (1977)
- Pomme du Limousin (1994)
- Muscat du Ventoux (1997)
- Noix du Périgord (2002)
- Châtaigne d'Ardèche (2006)
- Figue de Solliès (2006)
- Abricots rouges du Roussillon (2022)

### Légumes
- Carotte des sables de Créances (1960)
- Lentille verte du Puy (1996)
- Coco de Paimpol (1998)
- Pomme de terre de l'île de Ré (1998)
- Piment d'Espelette ou Ezpeletako biperra (2000)
- Oignon doux des Cévennes (2003)
- Pomme de terre primeur « Béa du Roussillon » (2006)
- Oignon de Roscoff (2009)
- Ail violet de Cadours (2016)
- Truffe noire du Tricastin (1978)

### Produits transformés
- Farine de châtaigne corse (2006)

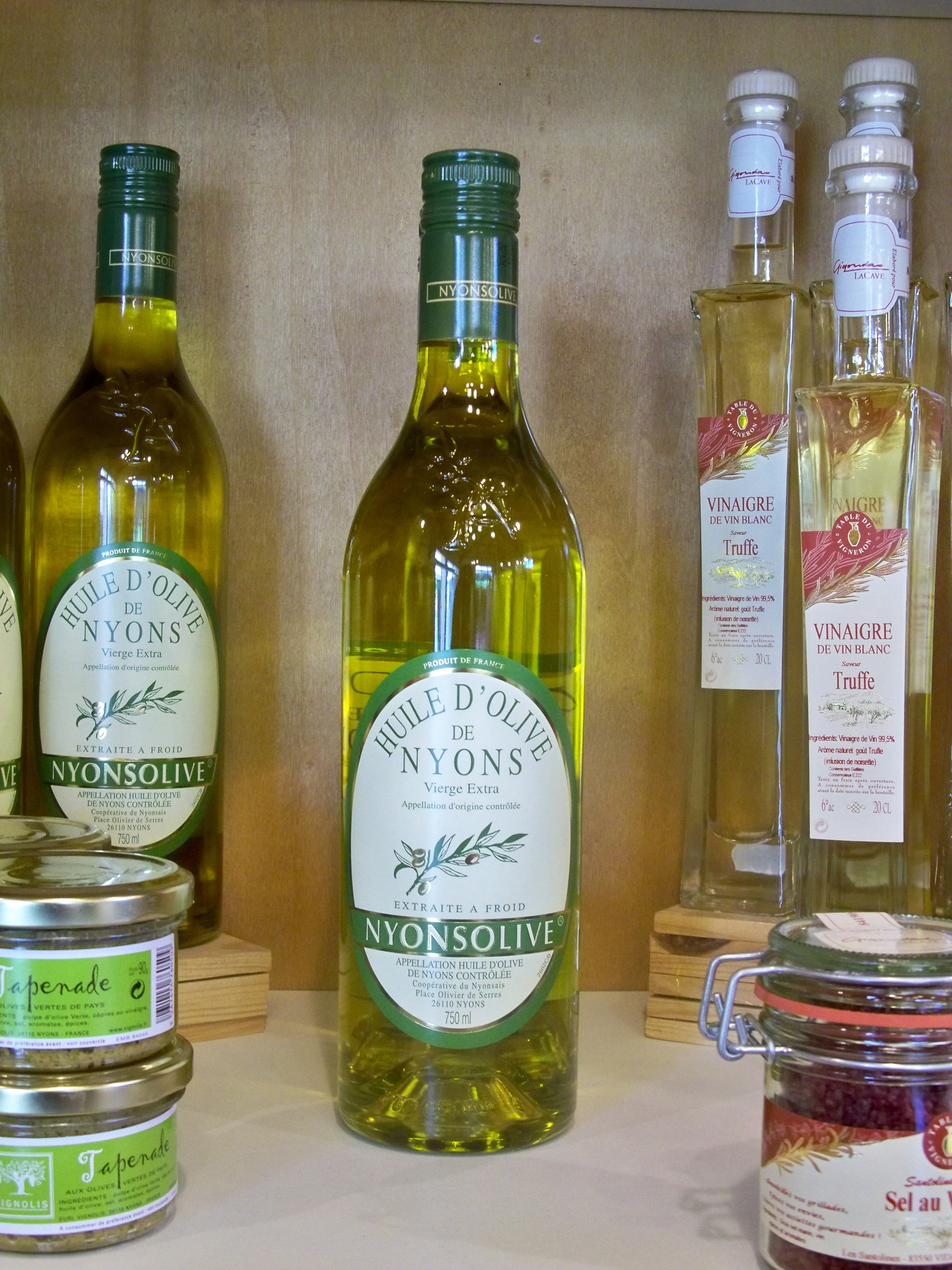
Huile d'Olive de Nyons (AOC) et vinaigre à la truffe

- Huile d'olive d'Aix-en-Provence AOC (2014)
- Huile d'olive de Corse (Oliu di Corsica) (2004)
- Huile d'olive de Haute-Provence (1999)
- Huile d'olive de la vallée des Baux-de-Provence
- Huile d'olive de Nyons (1994)
- Huile d'olive de Nice (2004)
- Huile d'olive de Nîmes (2007)
- Huile d'olive de Provence AOC (2007)
- Olive de Nice (regroupe sous cette dénomination les olives et la pâte d'olives)
- Olive de Nîmes
- Olives cassées de la vallée des Baux-de-Provence
- Olives noires de la vallée des Baux-de-Provence
- Olive noire de Nyons

## Autres
- Bois de Chartreuse
- Bois du Jura
- Foin de Crau
- Huile essentielle de lavande de Haute-Provence